# Jenny Lake Lodge
Le Jenny Lake Lodge est un hôtel américain dans le comté de Teton, dans le Wyoming. Situé non loin de la rive nord du lac Jenny, il est protégé au sein du parc national de Grand Teton.

## Sources
- (en) Mary M. Humstone, Hilery Walker, Helis Sikk, « Jenny Lake Lodge and Cabins, Determination of Eligibility for the National Register of Historic Places », University of Wyoming National Park Service Research Center Annual Report, vol. 32, 2009.